# T'ou-li
T'ou-li fou un cap turc oriental que vers el 588 es va revoltar contra Tu-lan amb ajut de la Xina, però fou derrotat el 599. Es va refugiar a la Xina i fou acollit per l'emperador i establert amb la seva gent com a federats a l'Ordos. Després d'una època confusa amb els atacs de Tardu kan dels [turcs occidentals], els xinesos el van tornar a imposar com a kan dels turcs orientals vers el 608 i va morir el 609 i el va succeir el seu fill Che-pi.